# 長崎県立希望が丘高等特別支援学校
長崎県立希望が丘高等特別支援学校（ながさきけんりつ きぼうがおかこうとうとくべつしえんがっこう）は、長崎県諫早市多良見町化屋にある県立特別支援学校。

## 概要
歴史
長崎県で唯一高等部のみの高等養護学校として開校した。
校訓
「忍耐、練達、希望」
校章
学校の所在地である多良見町の特産である「みかん」をかたどり、生徒が、みかんの花のように清らかで、美しく、柔和であることを願い、みかんの五弁の花に高等養護学校の「高」を配置している。
学部
- 高等部

## 沿革
- 1991年（平成3年）4月 - 「長崎県立希望が丘高等養護学校」が開校。
- 2010年（平成22年）4月 - 校名を「長崎県立希望が丘高等特別支援学校」に改称。
- 2018年（平成30年）4月1日 - 普通科を「生活サービス科」・「流通サービス科」・「環境デザイン科」の職業学科3学科に改編（予定）[2]。

## 部活動
運動部
- 陸上競技部
- サッカー部
- ウェイトリフティング部
- バドミントン部

文化部
- 和太鼓部
- 家庭部
- 新聞部
- 美術部

## アクセス
- JR喜々津駅
- 長崎県営バス 「喜々津駅通」「諫早日赤病院前」「諫早日赤病院」バス停
- 国道34号

## 周辺
- 長崎県立西陵高等学校
- 慈恵病院
- 長崎県健康事業団
- 長崎原爆諫早病院